# Paulina Braiter-Ziemkiewicz
Paulina Braiter-Ziemkiewicz (ur. 4 sierpnia 1968) – polska tłumaczka z języka angielskiego, autorka felietonów i recenzji, zajmująca się głównie fantastyką.

## Życiorys
Ukończyła studia z zakresu anglistyki na Uniwersytecie Warszawskim. Zawodową pracę tłumaczki rozpoczęła w 1990 przekładem powieści Jamesa Herberta Ocalony. Przetłumaczyła ponad sto powieści, liczne opowiadania i komiksy. Opublikowała na łamach miesięcznika Fenix cykl felietonów poświęconych błędom polskich tłumaczy fantastyki, pt. Tygrys szablastodzioby. W marcu 2002 razem z Anną Brzezińską i Edytą Szulc założyła Agencję Wydawniczą Runa; w tym samym roku wycofała się z wydawnictwa.
Jest członkinią Śląskiego Klubu Fantastyki od 1985 r.
W 2002 została nagrodzona przez Europejskie Stowarzyszenie Science Fiction nagrodą dla najlepszego tłumacza.

## Życie prywatne
Żona Pawła Ziemkiewicza, bratowa Rafała A. Ziemkiewicza.

## Przekłady

### Książki
- A życie płynie dalej...(inne języki) – Michael Walsh(inne języki)
- Amerykańscy bogowie – Neil Gaiman
- Barrayar – Lois McMaster Bujold
- Barry Trotter i bezczelna parodia(inne języki) – Michael Gerber
- Barry Trotter i końska kuracja – Michael Gerber
- Barry Trotter i niepotrzebna kontynuacja(inne języki) – Michael Gerber
- Batman na zawsze – Peter David(inne języki)
- Bez pudła – Lee Child
- Błędny Krąg – Mike Carey
- Brisingr – Christopher Paolini
- Brzydcy – Scott Westerfeld
- Cmętarz zwieżąt – Stephen King
- Chłopaki Anansiego – Neil Gaiman
- Człowiek ilustrowany(inne języki) – Ray Bradbury
- Danse macabre – Stephen King
- Dar – Alison Croggon
- Dym i lustra. Opowiadania i złudzenia – Neil Gaiman
- Dym i lustra, wydanie 2 – Neil Gaiman
- Dziennik szalonej narzeczonej – Laura Wolf
- Eragon – Christopher Paolini
- Gwiazdy jak pył – Isaac Asimov
- Gwiezdny pył – Neil Gaiman
- Hobbit, czyli tam i z powrotem – J.R.R. Tolkien
- Inny wiatr – Ursula K. Le Guin
- Jak pisać. Pamiętnik rzemieślnika – Stephen King
- Jak zmienić mężczyznę tak, by się nawet nie zorientował – Michele Weiner-Davis(inne języki)
- Jestem legendą – Richard Matheson
- Kamień smutku – John Ward
- Kamyk na niebie – Isaac Asimov
- Kirinyaga – Mike Resnick
- Klejnot Południa – Belva Plain
- Kopuły ognia – David Eddings
- Koralina – Neil Gaiman
- Krew nie woda – Mike Carey
- Kroniki marsjańskie – Ray Bradbury
- Listy Świętego Mikołaja – J.R.R. Tolkien
- Łazikanty – J.R.R. Tolkien
- M jak magia – Neil Gaiman
- Miasteczko Salem – Stephen King
- Miasto udręki – John Ward
- Mój Własny Diabeł – Mike Carey
- Najdalszy brzeg – Ursula K. Le Guin
- Najstarszy – Christopher Paolini
- Narzeczona księcia – William Goldman
- Niedokończone opowieści Śródziemia i Númenoru – J.R.R. Tolkien
- Nigdziebądź – Neil Gaiman
- Ocalony – James Herbert
- Opowieści z Ziemiomorza – Ursula K. Le Guin
- Ostatnia rozgrywka czarodziejów – David Eddings
- Pan Dalekiej Wyspy – Victoria Holt(inne języki)
- Paranoja – Joseph Finder
- Pieśń kryształu – Anne McCaffrey
- Poziom Śmierci – Lee Child
- Przebierańcy – Mike Carey
- Pudełko w kształcie serca(inne języki) – Joe Hill
- Roboty i Imperium – Isaac Asimov
- Rok wilkołaka – Stephen King
- Rzeczy ulotne – Neil Gaiman
- Seks : czy wiesz wszystko? – Anne Hooper
- Smętarz dla zwierzaków – Stephen King
- Star Trek: Rebelia – J.M. Dillard
- Star wars – episode I : słownik obrazkowy – David West Reynolds
- Siła Perswazji – Lee Child
- Stowarzyszenie wędrujących dżinsów – Ann Brashares
- Strażnicy Zachodu – David Eddings
- Strzępy honoru – Lois McMaster Bujold
- Szkieletowa załoga – Stephen King
- Świetliści – David Eddings
- Umrzeć próbując – Lee Child
- Tajemnica życia po śmierci – Jenny Randles, Peter Hough
- Tehanu – Ursula K. Le Guin
- Ukryte miasto – David Eddings
- Urodziny świata – Ursula K. Le Guin
- Wieża czarów – David Eddings
- Wilki w ścianach – Neil Gaiman, Dave McKean
- Wiwat agencja! – Peter Mayle
- Zwierciadło piekieł – Graham Masterton

### Komiksy (alfabetycznie)
- Amerykański Wampir
- Arlekin i Walentynki
- Czarna Orchidea(inne języki)
- Diuna. Ród Atrydów (seria)
- Liga Niezwykłych Dżentelmenów #1
- Liga Niezwykłych Dżentelmenów #2
- Lucyfer #1: Diabeł na progu
- Lucyfer #2: Dzieci i potwory
- Lucyfer #3: Potępieńcze związki
- Lucyfer #4: Boska komedia
- Lucyfer #5: Inferno
- Lucyfer #6: Dworce ciszy
- Lucyfer #7: Exodus
- Lucyfer #8: Wilk pod drzewem
- Lucyfer #9: Przełom
- Lucyfer #10: Gwiazda zaranna
- Lucyfer #11: Kompleta
- Monstressa (seria)
- Morderstwa i tajemnice
- Ostatnie kuszenie
- Sandman #1: Preludia i nokturny
- Sandman #2: Dom lalki
- Sandman #3: Kraina snów
- Sandman #4: Pora mgieł
- Sandman #5: Zabawa w cienie
- Sandman #6: Refleksje i przypowieści
- Sandman #7: Ulotne życie
- Sandman #8: Koniec Światów
- Sandman #9: Panie Łaskawe
- Sandman #10: Przebudzenie
- Sandman: Noce nieskończone
- Top Ten #1
- Top Ten #2